# Resultados do Carnaval do Rio de Janeiro em 1969
Nesta página estão listados os resultados dos concursos de escolas de samba, blocos de enredo, frevos carnavalescos, ranchos carnavalescos e sociedades carnavalescas do carnaval do Rio de Janeiro do ano de 1969. Os desfiles foram realizados entre os dias 15 e 18 de fevereiro de 1969.
Acadêmicos do Salgueiro conquistou seu quarto título de campeã do carnaval com um desfile sobre a Bahia. O enredo "Bahia de Todos os Deuses" foi desenvolvido pelos carnavalescos Fernando Pamplona e Arlindo Rodrigues. Arlindo conquistou seu quarto título no carnaval do Rio, enquanto Pamplona foi campeão pela terceira vez. Campeã do ano anterior, a Estação Primeira de Mangueira ficou com o vice-campeonato por três pontos de diferença para o Salgueiro. Portela foi a terceira colocada com um desfile assinado por Clóvis Bornay. Quarto colocado, o Império Serrano desfilou com o histórico samba-enredo "Heróis da Liberdade", que teve a palavra "revolução" censurada pelo Departamento de Ordem Política e Social (DOPS). Últimas colocadas, Unidos de Lucas e Em Cima da Hora foram rebaixadas para a segunda divisão. A apuração do resultado foi marcada pela repressão policial à imprensa e ao público que acompanhava a leitura das notas, o que resultou em diversas pessoas feridas.
Acadêmicos de Santa Cruz venceu o Grupo 2, sendo promovida à primeira divisão junto com a vice-campeã, Unidos do Jacarezinho. Unidos do Cabuçu conquistou o título do Grupo 3, sendo promovida à segunda divisão junto com a vice-campeã, União de Vaz Lobo.
Canarinhos das Laranjeiras; Quem Quiser Pode Vir; Unidos da Villa Rica; e Acadêmicos do Colégio foram os campeões dos grupos de blocos de enredo. Vassourinhas ganhou a disputa dos frevos. União dos Caçadores foi o campeão dos ranchos. Clube dos Embaixadores venceu o concurso das grandes sociedades.

## Escolas de samba

### Grupo 1
O desfile do Grupo 1 foi organizado pela Associação das Escolas de Samba do Estado da Guanabara (AESEG) e realizado no domingo, dia 16 de fevereiro de 1969, na Avenida Presidente Vargas. O desfile foi aberto por Imperatriz Leopoldinense e Em Cima da Hora, respectivamente vice-campeã e campeã do Grupo 2 do ano anterior.
| Ordem dos desfiles |
| 1. Imperatriz Leopoldinense 2. Em Cima da Hora 3. Estação Primeira de Mangueira 4. Portela 5. Unidos de Lucas 6. Unidos de São Carlos 7. Império Serrano 8. Acadêmicos do Salgueiro 9. Unidos de Vila Isabel 10. Mocidade Independente de Padre Miguel |

#### Quesitos e julgadores
As escolas foram avaliadas em treze quesitos.
| Quesito | Quesito                  | Quesito                     | Julgador               | Valor         |
| ------- | ------------------------ | --------------------------- | ---------------------- | ------------- |
|         | Bateria                  | Bateria                     | Abigail Moura          | 1 a 10 pontos |
|         | Samba-Enredo             | Letra                       | Roberto Acioli         | 1 a 10 pontos |
| Melodia | Samba-Enredo             | Cláudio Nomeli Barbestefano |                        | 1 a 10 pontos |
|         | Harmonia                 | Cláudio Nomeli Barbestefano |                        | 1 a 10 pontos |
|         | Mestre-Sala              | Mestre-Sala                 | David Dupré            | 1 a 10 pontos |
|         | Porta-Bandeira           |                             | David Dupré            | 1 a 10 pontos |
|         | Evolução                 | Evolução                    | Vera Martins           | 1 a 10 pontos |
|         | Conjunto                 |                             | Vera Martins           | 1 a 10 pontos |
|         | Fantasias                | Fantasias                   | Danúbio Menezes Galvão | 1 a 10 pontos |
|         | Enredo                   | Enredo                      | Roberto Acioli         | 1 a 10 pontos |
|         | Comissão de Frente       | Comissão de Frente          | Danúbio Menezes Galvão | 1 a 10 pontos |
|         | Alegorias                | Alegorias                   | Armando Schnoor        | 1 a 10 pontos |
|         | Desfile Não Interrompido | J1                          | Milton Rodrigues       | 1 a 5 pontos  |
| J2      | Desfile Não Interrompido | Vera Lúcia Montreal         |                        | 1 a 5 pontos  |
| J3      | Desfile Não Interrompido | Geraldo Figueiredo          |                        | 1 a 5 pontos  |

#### Classificação
Acadêmicos do Salgueiro foi o campeão, conquistando seu quarto título no carnaval carioca. O campeonato anterior da escola foi conquistado quatro anos antes, em 1965. O Salgueiro realizou um desfile sobre a Bahia. O enredo "Bahia de Todos os Deuses" foi desenvolvido pelos carnavalescos Fernando Pamplona e Arlindo Rodrigues. Arlindo conquistou seu quarto título no carnaval do Rio, enquanto Pamplona foi campeão pela terceira vez. Fez sucesso o samba-enredo da escola, com letra mais curta do que o padrão da época e refrão de fácil assimilação. Composto por Bala e Manuel Rosa, o samba foi interpretado no desfile pela cantora Elza Soares. Um dos destaques da apresentação foi a alegoria abre-alas com uma grande escultura de Yemanjá coberta por espelhos.
Campeã do ano anterior, a Estação Primeira de Mangueira ficou com o vice-campeonato por três pontos de diferença para o Salgueiro. Terceira colocada, a Portela realizou um desfile sobre a viagem de Pedro Álvares Cabral, que, segundo a historiografia da época, partindo de Portugal em direção às Índias, descobriu o Brasil. Império Serrano ficou em quarto lugar com uma apresentação sobre heróis brasileiros que lutaram pela liberdade. O samba-enredo da escola, composto por Silas de Oliveira, Mano Décio da Viola e Manoel Ferreira é comumente listando entre os melhores da história do carnaval. Ao analisar o samba, censores do Departamento de Ordem Política e Social (DOPS) exigiram a alteração da palavra "revolução", que foi trocada para "evolução". Além da censura, componentes da escola relataram que, durante o desfile, voos rasantes de aeronaves da Força Aérea Brasileira prejudicaram a apresentação. Desfilando o enredo "Yayá do Cais Dourado", a Unidos de Vila Isabel se classificou em quinto lugar. Unidos de São Carlos foi a sexta colocada com uma apresentação baseada na obra Gabriela, Cravo e Canela, do escritor brasileiro Jorge Amado. Sétima colocada, a Mocidade Independente de Padre Miguel realizou um desfile sobre o militar e historiador brasileiro Francisco Adolfo de Varnhagen. Imperatriz Leopoldinense ficou em oitavo lugar com uma apresentação sobre a miscigenação brasileira. Últimas colocadas, Unidos de Lucas e Em Cima da Hora foram rebaixadas para a segunda divisão.
| Legenda: Campeão Rebaixadas para o Grupo 2 |

| Col. | Escola                                | Enredo                                      | Carnavalesco(a)                             | Pontos |
| ---- | ------------------------------------- | ------------------------------------------- | ------------------------------------------- | ------ |
| 1    | Acadêmicos do Salgueiro               | Bahia de Todos os Deuses                    | Fernando Pamplona e Arlindo Rodrigues       | 129    |
| 2    | Estação Primeira de Mangueira         | Mercadores e Suas Tradições                 | Júlio Mattos                                | 126    |
| 3    | Portela                               | Treze Naus                                  | Clóvis Bornay, Edmundo Braga e Iomar Soares | 118    |
| 4    | Império Serrano                       | Heróis da Liberdade                         | Acir Pimentel e Swayne Moreira Gomes        | 113    |
| 5    | Unidos de Vila Isabel                 | Yayá do Cais Dourado                        | Gabriel do Nascimento e Dario Trindade      | 105    |
| 6    | Unidos de São Carlos                  | Gabriela, Cravo e Canela                    | José Coelho                                 | 101    |
| 7    | Mocidade Independente de Padre Miguel | Vida e Glória de Francisco Adolfo Varnhagen | Guilherme Martins e Alfredo Brigs           | 96     |
| 8    | Imperatriz Leopoldinense              | Brasil, Flor Amorosa de Três Raças          | Departamento Cultural e de Carnaval         | 95     |
| 9    | Unidos de Lucas                       | Rapsódia Folclórica                         | Clóvis Bornay e Fábio Mello                 | 93     |
| 10   | Em Cima da Hora                       | Ouro Escravo                                | Ney Roriz                                   | 90     |

### Grupo 2
O desfile do Grupo 2 foi organizado pela AESEG e realizado na Avenida Rio Branco, entre as 21 horas do domingo, dia 16 de fevereiro de 1969, e as 14 horas do dia seguinte. A primeira agremiação a se apresentar, União do Centenário, iniciou seu desfile com cerca de três horas de atraso. As escolas se apresentaram com lentidão, visto que não havia limite de tempo estipulado. Com cerca de quinze horas de desfile, restavam ainda quatro agremiações para desfilar, quando a aparelhagem de som da avenida sofreu uma pane elétrica. As quatro escolas que encerrariam o desfile decidiram não se apresentar.
| Ordem dos desfiles |
| 1. União do Centenário 2. Paraíso do Tuiuti 3. Unidos de Padre Miguel 4. Aprendizes da Gávea 5. Beija-Flor 6. Lins Imperial 7. União de Jacarepaguá 8. Unidos do Jacarezinho 9. Acadêmicos de Santa Cruz 10. Unidos da Tijuca 11. Tupy de Brás de Pina (Não desfilou) 12. Império da Tijuca (Não desfilou) 13. Independentes do Leblon (Não desfilou) 14. São Clemente (Não desfilou) |

#### Quesitos e julgadores
As escolas foram avaliadas em nove quesitos.
| Quesito | Quesito        | Quesito     | Julgador                  |
| ------- | -------------- | ----------- | ------------------------- |
|         | Bateria        | Bateria     | Geraldo Caghas            |
|         | Samba-Enredo   | Letra       | Elpídio Ferreira de Faria |
| Melodia | Samba-Enredo   |             | Elpídio Ferreira de Faria |
|         | Evolução       | Evolução    | Edmundo Carijó            |
|         | Mestre-Sala    | Mestre-Sala | Vanda Garcia de Souza     |
|         | Porta-Bandeira |             | Vanda Garcia de Souza     |
|         | Enredo         | Enredo      | Antenor Nascentes         |
|         | Fantasias      | Fantasias   | Lenita Marinho            |
|         | Alegorias      | Alegorias   | De Figueiredo             |

#### Classificação
Acadêmicos de Santa Cruz foi a campeã, conquistando seu segundo título no Grupo 2 e sendo promovida à primeira divisão, de onde foi rebaixada em 1966. Vice-campeã, a Unidos do Jacarezinho também foi promovida ao Grupo 1. Ficou decido que nenhuma escola seria rebaixada por conta da pane elétrica no sistema de som que inviabilizou o desfile de quatro agremiações.
| Legenda: Promovidas ao Grupo 1 * Sem informação disponível |

| Col.                                                                                           | Escola                   | Enredo                                  | Carnavalesco(a)                         | Pontos |
| ---------------------------------------------------------------------------------------------- | ------------------------ | --------------------------------------- | --------------------------------------- | ------ |
| 1                                                                                              | Acadêmicos de Santa Cruz | O Rio dos Vice-Reis                     | Wilson Paixão e Abílio Correia de Souza | 100    |
| 2                                                                                              | Unidos do Jacarezinho    | Vila Rica do Pilar                      | Ney Gonçalves                           | 98     |
| 3                                                                                              | Paraíso do Tuiuti        | O Mundo da Poesia de Olavo Bilac        | Júlio Mattos                            | 97     |
| 4                                                                                              | União de Jacarepaguá     | Memórias Históricas do Primeiro Império | *                                       | 95     |
| 5                                                                                              | Aprendizes da Gávea      | Último Baile Imperial                   | *                                       | 95     |
| 6                                                                                              | Lins Imperial            | A Imperatriz das Rosas                  | José Félix Garcez Netto                 | 92     |
| 7                                                                                              | Unidos de Padre Miguel   | Três Lendas de Amor                     | *                                       | 91     |
| 8                                                                                              | Unidos da Tijuca         | Tijuca Sempre Jovem                     | *                                       | 91     |
| 9                                                                                              | Beija-Flor               | O Paquete do Exílio                     | Cabana                                  | 83     |
| 10                                                                                             | União do Centenário      | Barão de Mauá                           | *                                       | 83     |
| Tupy de Brás de Pina, Império da Tijuca, Independentes do Leblon e São Clemente não desfilaram |                          |                                         |                                         |        |

### Grupo 3
O desfile do Grupo 3 foi organizado pela AESEG e realizado na Praça Onze, a partir das 23 horas e 20 minutos do domingo, dia 16 de fevereiro de 1969.
| Ordem dos desfiles |
| 1. Caprichosos de Pilares 2. União de Vaz Lobo 3. Independentes do Zumbi 4. Unidos de Manguinhos 5. Império do Marangá 6. Império de Campo Grande 7. Unidos de Bangu 8. Unidos do Uraiti 9. Unidos do Cabuçu 10. Capricho do Centenário 11. Unidos da Ponte 12. Unidos da Vila Santa Tereza 13. Unidos da Vila São Luís 14. Unidos de Nilópolis 15. União da Ilha do Governador 16. Acadêmicos do Engenho da Rainha 17. Inferno Verde 18. Cartolinhas de Caxias 19. Unidos do Jardim (Não desfilou) |

#### Quesitos e julgadores
As escolas foram avaliadas em doze quesitos.
| Quesito | Quesito            | Quesito              | Julgador                    |
| ------- | ------------------ | -------------------- | --------------------------- |
|         | Harmonia           | Harmonia             | Wilson Dantas               |
|         | Samba-Enredo       | Melodia              | Wilson Dantas               |
| Letra   | Samba-Enredo       | Danilo Gaya da Costa |                             |
|         | Enredo             | Danilo Gaya da Costa |                             |
|         | Mestre-Sala        | Mestre-Sala          | Cláudio de Oliveira         |
|         | Porta-Bandeira     |                      | Cláudio de Oliveira         |
|         | Evolução           | Evolução             | Carla Maroni                |
|         | Conjunto           |                      | Carla Maroni                |
|         | Fantasias          | Fantasias            | De Rodrigues                |
|         | Comissão de Frente |                      | De Rodrigues                |
|         | Alegorias          | Alegorias            | Sebastião Sousa de Oliveira |
|         | Bateria            | Bateria              | José Lopes                  |

#### Classificação
Unidos do Cabuçu foi a campeã, garantindo seu retorno à segunda divisão, de onde foi rebaixada no ano anterior. Vice-campeã, a União de Vaz Lobo também foi promovida ao Grupo 2, de onde estava afastada desde 1961.
| Legenda: Promovidas ao Grupo 2 * Sem informação disponível |

| Col.                            | Escola                          | Enredo                                   | Carnavalesco(a)       | Pontos |
| ------------------------------- | ------------------------------- | ---------------------------------------- | --------------------- | ------ |
| 1                               | Unidos do Cabuçu                | Origem do Samba                          | *                     | 116    |
| 2                               | União de Vaz Lobo               | Amor em Sinfonia                         | *                     | 109    |
| 3                               | Cartolinhas de Caxias           | A História do Folclore Brasileiro        | *                     | 103    |
| 4                               | Unidos de Manguinhos            | Caçador de Esmeraldas                    | Nilton Costa          | 96     |
| 5                               | União da Ilha do Governador     | Cenários de Nossa Terra                  | Moleque               | 96     |
| 6                               | Império do Marangá              | Glória de Três Raças                     | *                     | 94     |
| 7                               | Unidos da Vila Santa Tereza     | Heróis dos Guararapes                    | Diretoria de Carnaval | 85     |
| 8                               | Caprichosos de Pilares          | A Revolução dos Alfaiates                | *                     | 81     |
| 9                               | Império de Campo Grande         | Amazonas, Suas Riquezas e Lendas         | *                     | 80     |
| 10                              | Unidos da Ponte                 | Os Grandes Trechos Nacionais             | Carmelita Brasil      | 73     |
| 11                              | Capricho do Centenário          | O Guarani                                | *                     | 70     |
| 12                              | Unidos da Vila São Luís         | Casimiro de Abreu                        | *                     | 69     |
| 13                              | Unidos do Uraiti                | Os Invasores                             | *                     | 68     |
| 14                              | Unidos de Bangu                 | Maria Quitéria, Heroína da Independência | Josafá Pereira        | 65     |
| 15                              | Independentes do Zumbi          | Três Dias de Festa no Tijuco             | *                     | 64     |
| 16                              | Unidos de Nilópolis             | Epopéia Baiana Contra o Invasor          | *                     | 62     |
| 17                              | Inferno Verde                   | O Marechal de Ferro                      | *                     | 60     |
| 18                              | Acadêmicos do Engenho da Rainha | Exaltação a Machado de Assis             | *                     | 50     |
| Unidos do Jardim (Não desfilou) |                                 |                                          |                       |        |

## Blocos de enredo
Os desfiles dos blocos de enredo foram organizados pela Federação dos Blocos Carnavalescos do Estado do Rio de Janeiro (FBCERJ).

### Grupo 1
O desfile do Grupo 1 foi realizado a partir da noite do sábado, dia 15 de fevereiro de 1969, na Avenida Presidente Vargas.
| Ordem dos desfiles |
| 1. Unidos do Cantagalo 2. Império do Pavão 3. Unidos do Cabral 4. Arranco 5. Cometas do Bispo 6. Bloco do Barriga 7. Quem Fala de Nós não Sabe o que Diz 8. Canarinhos das Laranjeiras 9. Vai Se Quiser 10. Bafo do Bode 11. Foliões de Botafogo 12. Não Tem Mosquito |

#### Quesitos e julgadores
Os blocos foram avaliados em sete quesitos.
| Quesito | Quesito       | Julgador                 |
| ------- | ------------- | ------------------------ |
|         | Coreografia   | Mário de Oliveira        |
|         | Bateria       | Lusitânia Mendes Novais  |
|         | Fantasias     | Teresinha Mendes Ribeiro |
|         | Música        | Mário Sorrensen          |
|         | Originalidade | Lena Silveira            |
|         | Conjunto      | Moacir de Figueiredo     |
|         | Desfile       | Milton Novais            |

#### Classificação
Canarinhos das Laranjeiras foi campeão com um ponto de vantagem sobre o Vai Se Quiser.
| Legenda: Campeão Rebaixados para o Grupo 2 |

| Col. | Bloco                               | Enredo                           | Pontos |
| ---- | ----------------------------------- | -------------------------------- | ------ |
| 1    | Canarinhos das Laranjeiras          | Origem e Glória dos Blocos       | 60     |
| 2    | Vai Se Quiser                       | A Imigração no Brasil            | 59     |
| 3    | Arranco                             | Sua Excelência, o Samba          | 58     |
| 4    | Foliões de Botafogo                 | Capitu                           | 58     |
| 5    | Quem Fala de Nós não Sabe o que Diz | Os Reis Negros                   | 49     |
| 6    | Não Tem Mosquito                    | Glória Musical de Lamartine Babo | 48     |
| 7    | Unidos do Cabral                    | As Sete Portas da Bahia          | 47     |
| 8    | Bafo do Bode                        | Beija-Flor Encantado             | 42     |
| 9    | Império do Pavão                    | Coroação do Rei Negro            | 39     |
| 10   | Cometas do Bispo                    | A Grande Viagem de Debret        | 39     |
| 11   | Bloco do Barriga                    | História de Copacabana           | 36     |
| 12   | Unidos do Cantagalo                 | Machado de Assis                 | 36     |

### Grupo 2
O desfile do Grupo 2 foi realizado na Avenida Rio Branco. Quem Quiser Pode Vir foi campeão com um ponto de vantagem sobre o Namorar Eu Sei.
| Legenda: Promovidos ao Grupo 1 Rebaixados para o Grupo 3 |

| Col. | Bloco                              | Enredo                         | Pontos |
| ---- | ---------------------------------- | ------------------------------ | ------ |
| 1    | Quem Quiser Pode Vir               | A História do Carnaval Carioca | 46     |
| 2    | Namorar Eu Sei                     | *                              | 45     |
| 3    | Unidos de São Cristóvão            | *                              | 43     |
| 4    | Unidos do Diadema de Rocha Miranda | *                              | 39     |
| 5    | Deixa Comigo                       | *                              | 35     |
| 6    | Unidos de Barros Filho             | *                              | 34     |
| 7    | Amigos do Pompílio                 | *                              | 34     |
| 8    | Mocidade Independente de Inhaúma   | *                              | 31     |
| 9    | Batutas de Cordovil                | *                              | 26     |
| 10   | Diplomatas de Anchieta             | *                              | 25     |

### Grupo 3
O desfile do Grupo 3 foi realizado na Praça Onze. Unidos da Villa Rica foi campeão nos critérios de desempate após somar a mesma pontuação que a Mocidade de São Matheus.
| Legenda: Promovidos ao Grupo 2 |

| Col. | Bloco                                  | Pontos |
| ---- | -------------------------------------- | ------ |
| 1    | Unidos da Villa Rica                   | 57     |
| 2    | Mocidade de São Matheus                | 57     |
| 3    | Embalo do Morro do Urubu               | 51     |
| 4    | Unidos do Parque Felicidade            | 50     |
| 5    | Boi da Freguesia da Ilha do Governador | 47     |
| 6    | Flor da Mina do Andaraí                | 47     |
| 7    | Independentes do Pavãozinho            | 44     |
| 8    | Suspiro de Cobra                       | 40     |
| 9    | Cacareco Unidos do Leblon              | 38     |
| 10   | Batutas de Oswaldo Cruz                | 37     |
| 11   | Mocidade Louca                         | 37     |
| 12   | Avanço da Penha                        | 36     |
| 13   | Mocidade de Vicente de Carvalho        | 35     |
| 14   | Infantes da Piedade                    | 34     |
| 15   | Mocidade Unida de Brás de Pina         | 24     |

### Grupo 4
O desfile do Grupo 4 foi realizado na Avenida 28 de Setembro, em Vila Isabel. Acadêmicos do Colégio nos critérios de desempate após somar a mesma pontuação que o Cara de Boi.
| Legenda: Promovidos ao Grupo 3 |

| Col. | Bloco                            | Enredo                 | Pontos |
| ---- | -------------------------------- | ---------------------- | ------ |
| 1    | Acadêmicos do Colégio            | *                      | 38     |
| 2    | Cara de Boi                      | *                      | 38     |
| 3    | Sereno de Guadalupe              | *                      | 35     |
| 4    | Independente da Barão            | *                      | 33     |
| 5    | Império da Gávea                 | *                      | 33     |
| 6    | Unidos da Vila Kennedy           | Exaltação a Zona Rural | 31     |
| 7    | Brinca Quem Pode de Santa Tereza | *                      | 29     |
| 8    | Unidos de Nova Holanda           | *                      | 23     |
| 9    | Centenário de Nilópolis          | *                      | 20     |
| 10   | Unidos do Dendê                  | *                      | 0      |
| 10   | Unidos da Fazenda                | *                      | 0      |
| 10   | Os Brasinhas                     | *                      | 0      |
| 10   | Cova da Onça                     | *                      | 0      |
| 10   | Verde e Branco                   | *                      | 0      |

## Frevos carnavalescos
O desfile dos clubes de frevo foi realizado na Avenida Presidente Vargas, a partir das 21 horas da segunda-feira, dia 17 de fevereiro de 1969.
| Ordem dos desfiles |
| 1. Clube dos Cariocas 2. Batutas da Cidade Maravilhosa 3. Lenhadores 4. Misto Toureiros 5. Pás Douradas 6. Vassourinhas |

### Quesitos e julgadores
Os clubes de frevo foram avaliados em cinco quesitos.
| Quesito | Quesito   | Julgador           |
| ------- | --------- | ------------------ |
|         | Melodia   | Otávio Benevenuto  |
|         | Passistas | Sebastião Ferreira |
|         | Enredo    | Rui Duarte         |
|         | Evolução  | Edgard Sanches     |
|         | Fantasias | Dalva Duarte       |

### Classificação
Vassourinhas ganhou o concurso com um enredo sobre festas tradicionais brasileiras.
| Col. | Frevo                         | Pontos |
| ---- | ----------------------------- | ------ |
| 1    | Vassourinhas                  | 49     |
| 2    | Lenhadores                    | 40     |
| 3    | Pás Douradas                  | 34     |
| 4    | Misto Toureiros               | 30     |
| 5    | Batutas da Cidade Maravilhosa | 22     |
| 6    | Clube dos Cariocas            | 11     |

## Ranchos carnavalescos
O desfile dos ranchos foi realizado na Avenida Presidente Vargas, a partir da noite da segunda-feira, dia 17 de fevereiro de 1969, após o desfile dos frevos.
| Ordem dos desfiles |
| 1. Recreio da Saúde 2. União dos Caçadores 3. Unidos do Cunha 4. Aliados de Quintino 5. Azulões da Torre 6. Decididos de Quintino 7. Unidos do Morro do Pinto |

### Quesitos e julgadores
Os ranchos foram avaliados em cinco quesitos.
| Quesito | Quesito                                   | Julgador                  |
| ------- | ----------------------------------------- | ------------------------- |
|         | Harmonia e Melodia                        | Antônio Benevenuto        |
|         | Evoluções                                 | Edgard Sanches            |
|         | Coreogria de Mestre-Sala e Porta-Bandeira | Névio Macedo              |
|         | Estandarte                                | Neusa Iracema de Olvieira |
|         | Cenografia e Escultura                    | Marmuíra                  |

### Classificação
União dos Caçadores foi o campeão.
| Col. | Rancho                   | Enredo                                | Pontos |
| ---- | ------------------------ | ------------------------------------- | ------ |
| 1    | União dos Caçadores      | Amor de Carnaval                      | 63     |
| 2    | Recreio da Saúde         | Primavera Brasileira                  | 52     |
| 3    | Unidos do Cunha          | Dezenove de Dezembro, Dia da Bandeira | 52     |
| 4    | Azulões da Torre         | História dos Ranchos                  | 42     |
| 5    | Decididos de Quintino    | Bahia, História e Riquezas            | 40     |
| 6    | Aliados de Quintino      | Rio Maravilhoso                       | 37     |
| 7    | Unidos do Morro do Pinto | Guanabara e Suas Belezas              | 33     |

## Sociedades carnavalescas
O desfile das grandes sociedades foi realizado na noite da terça-feira de carnaval, dia 18 de fevereiro de 1969. O Clube dos Embaixadores venceu a disputa.
| Col. | Sociedade               | Pontos |
| ---- | ----------------------- | ------ |
| 1    | Clube dos Embaixadores  | 41     |
| 2    | Tenentes do Diabo       | 36     |
| 3    | Turunas de Monte Alegre | 35     |
| 4    | Clube dos Democráticos  | 35     |
| 5    | Pierrôs da Caverna      | 23     |
| 6    | Feniandos               | 20     |
| 7    | Embaixada do Sossego    | 17     |
| 8    | Clube dos Cariocas      | 13     |